# Holton le Moor
Holton le Moor – wieś w Anglii, w hrabstwie Lincolnshire, w dystrykcie West Lindsey. Leży 29 km na północny wschód od Lincoln i 218 km na północ od Londynu.